# Dreilinden
Dreilinden ist die Bezeichnung eines Forstes im Berliner Südwesten. Der Name ging in der Folge auf ein Jagdschloss im heutigen Ortsteil Wannsee und eine Kolonie auf dem Gebiet der Gemeinde Kleinmachnow südlich der Berliner Stadtgrenze über. Dreilinden wurde auch zum Namensgeber des West-Berliner Kontrollpunkts (auch als Checkpoint Bravo bekannt) an der Transitautobahn durch die DDR.

## Geschichte

### Name und Jagdschloss

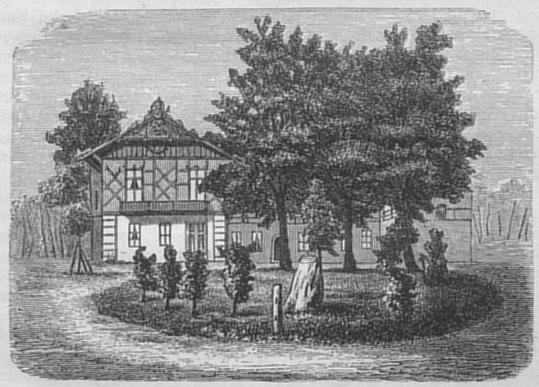
Jagdschloss mit der persönlichen Kriegsbeute Friedrich Karls im Vordergrund, dem Hærulfstein, Zeichnung um 1880

Im Jahr 1833 wurde das Forsthaus Heidekrug in Forsthaus Dreilinden umbenannt. Friedrich (Wilhelm Heinrich) Bensch (1781–1858) beantragte die Namensänderung für das 1820 mit der Heinersdorfer Heide (Forst) erworbene Forsthaus. Die Regierung genehmigte dies am 21. Juli 1833. Seitdem hießen der Waldkomplex und die Ackerflächen, die Bensch 1820 von Leutnant Mumm erworben hatte, Forstbezirk Dreilinden.
Im Jahr 1838 erfolgte die Einweihung der Berlin-Potsdamer Eisenbahn, deren Trasse durch den Forst Dreilinden verlief (Stammbahn); sie verläuft dort südlich der heutigen Stadtgrenze parallel zu dieser. 1856 verkaufte Bensch den Forst für 70.000 Taler an Josef Aloys Gilka (1812–1873), Inhaber der Berliner Destillerie J. A. Gilka. Bensch hing offenbar an seinem Gut: er behielt im Kaufvertrag eine Grabstelle hinter dem Forsthaus für sich (sie ist bis heute zu sehen). Gilka verkaufte den Besitz 1859 für 95.000 Taler an den Neffen des Königs, Prinz Friedrich Karl von Preußen. 1869 wurde von einem Baumeister Nabbath das Jagdschloss in der Nähe des Forsthauses im Schweizerstil erbaut mit drei namenstiftenden Linden.

„Dieser Name Dreilinden war übrigens keine Neuschöpfung und existiert bereits seit 1833, in welchem Jahre das uralte schon eingangs erwähnte Forstetablissement Heidekrug, mit Rücksicht auf drei alte, vor seiner Tür stehende Linden, die Bezeichnung Forsthaus Dreilinden erhalten hatte. Bald danach empfing auch die Forst selber ebendiese Bezeichnung, so dass wir seitdem, ein und demselben Namen dreifach begegnend, eine Forst von Dreilinden, ein Forsthaus von Dreilinden und endlich drittens ein Jagdhaus von Dreilinden unterscheiden müssen. Die Forst spricht für sich selbst, das Forsthaus ist Försterei, das Jagdhaus aber prinzliche Villa.“

Als „prinzliche Villa“ bezeichnete Theodor Fontane das 1869 errichtete Jagdschloss Dreilinden, das Lieblingsaufenthalt des Prinzen Friedrich Karl war. „Jeder […] kannte das Schloß […] aus den Hofnachrichten, in denen es in bestimmten Abständen hieß: ‚Seine Königliche Hoheit kam heute von Dreilinden herein in die Stadt und kehrte gegen Abend dahin zurück‘“. In seinem Band Fünf Schlösser (1889) widmet Fontane Dreilinden und dem Prinzen Friedrich Karl eigene, ausführliche Kapitel.

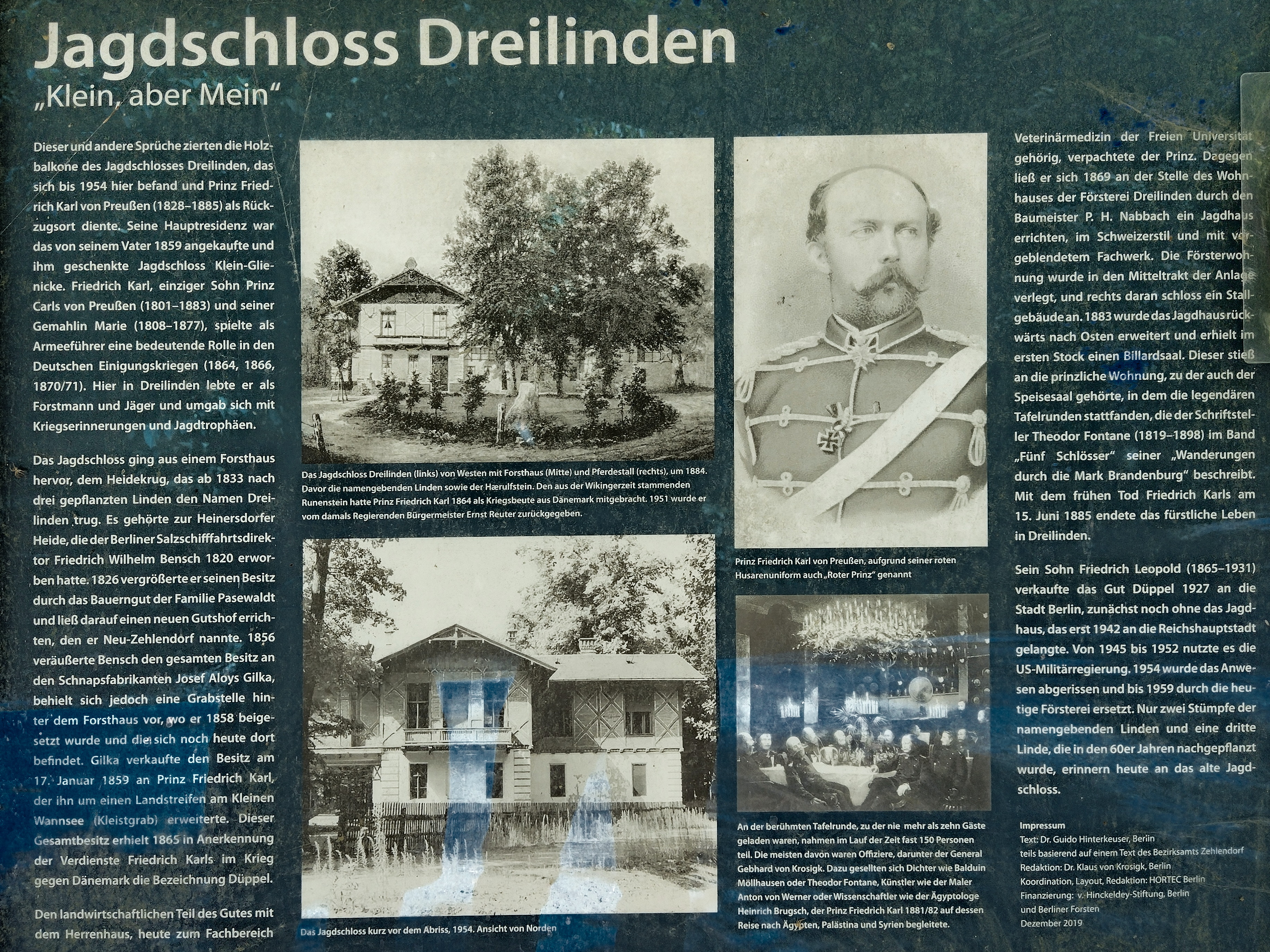
Schaukasten Jagdschloss-Dreilinden an der Revierförsterei Dreilinden

Bekannter noch als der Prinz selbst ist seine Tafelrunde von Dreilinden geworden, die in regelmäßigen Abständen im Jagdschloss stattfand. Zwischen November 1881 und Juli 1882 war Fontane ein Gast dieser Tafelrunde, besichtigte das Jagdschloss und machte sich für seine Fünf Schlösser Notizen über die Einrichtungsgegenstände. Mit dem Tod des Prinzen erlosch auch die Tafelrunde. Sein Sohn Prinz Friedrich Leopold verkaufte von 1894 bis 1900 rund 600 Morgen an die Heimstätten Aktiengesellschaft und danach einzelne Grundstücke von 507 Hektar an Privatpersonen. Das restliche Land verkaufte er 1927 für elf Millionen Mark (kaufkraftbereinigt in heutiger Währung: rund 48,9 Millionen Euro) an die Stadt Berlin.

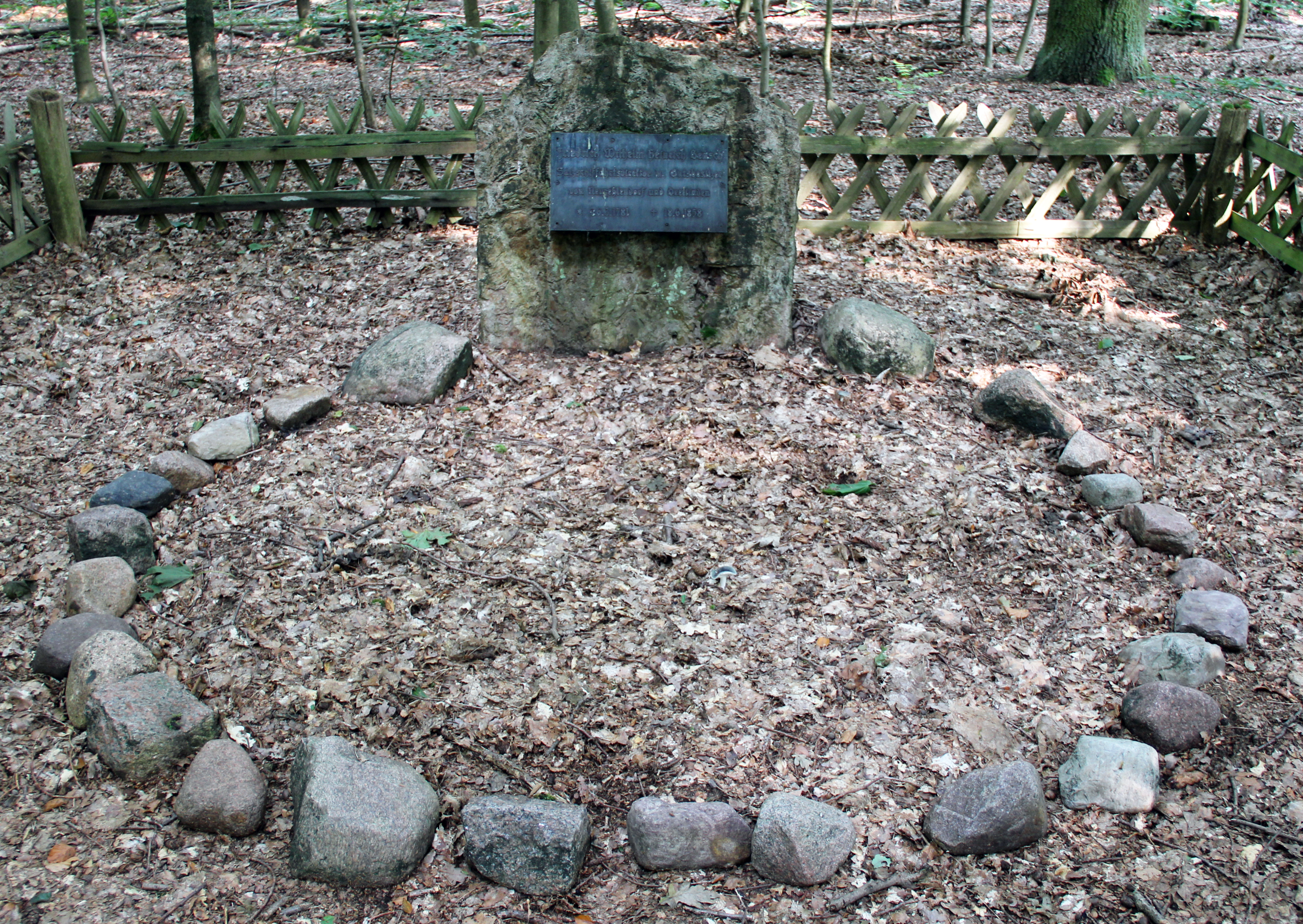
Gedenkstein für Friedrich Wilhelm Heinrich Bensch (1781–1858)

Im April 1879 ging die Wetzlarer Bahn in Betrieb, die gegenüber der Station Wannsee der Wannseebahn einen Bahnhof erhielt, der den Namen Dreilinden erhielt. Wenige Jahre später wurden beide Bahnhöfe unter dem Namen Wannsee zu einer gemeinsamen Station zusammengefasst.
Im Jahr 1954 wurde das Jagdschloss abgerissen, an seiner Stelle befindet sich heute die Revierförsterei Dreilinden.
Da bei der Bildung von Groß-Berlin 1920 die südliche Stadtgrenze anfangs entlang der Dreilindenstraße bzw. der Potsdamer Chaussee verlief, war Dreilinden (ebenso wie Düppel) von der Eingemeindung zunächst nicht betroffen. Erst bei der zusätzlichen territorialen Erweiterung Berlins 1928 kam der Teil des Waldgebietes nördlich des Königswegs zur Stadt (gemeinsam mit Düppel), allerdings nicht die Kolonie Dreilinden.

### Weitere Entwicklung
Am 11. März 1909 wurde die Kolonie Dreilinden GmbH, eine Terraingesellschaft zur Erschließung und Verkauf von Bauland, gegründet, die 200 Morgen Forst am 30. Oktober 1909 von den Rittergutsbesitzern Georg und Dietloff von Hake erwarb. Das gekaufte Terrain wurde im Norden von der Stammbahn Berlin–Potsdam, im Süden vom Teltowkanal und im Osten und Westen von Linien begrenzt, die zu der projektierten Verbindungsbahn Wannsee–Stahnsdorf ungefähr parallel verliefen.
Die Terraingesellschaft baute diese Strecke (Friedhofsbahn genannt) 1913 und eröffnete sie am 2. Juni mit den Bahnhöfen Dreilinden und Stahnsdorf Friedhof. Der Bahnbau wurde am 5. Juni 1914 beendet und die Gesellschaft erhielt jährlich 5000 Mark, um die beiden Eisenbahnbeamten zu bezahlen. Ab 10. Juli 1928 wurde die Friedhofsbahn als Teil der elektrischen S-Bahn betrieben. Für später war am Kreuzungspunkt von Stammbahn und Friedhofsbahn noch ein großer Umsteigebahnhof geplant.
Das Gebiet um die Kolonie Dreilinden war ein beliebtes Ausflugsziel. Damals gab es zwei Gaststätten, die Bahnhofsgaststätte und das Dreimäderlhaus am Kanal. Die Terraingesellschaft begann 1922 mit der Parzellierung.
Damals war Dreilinden nur eine Wochenendsiedlung; ab 1933 wurden feste Gebäude erbaut.
Der Autobahn-Zubringer der damaligen Reichsautobahn 51 (heute: A 115) von der AVUS zum Berliner Ring wurde 1940 eingeweiht. Er führte kurz hinter dem Autobahnkreuz Zehlendorf durch den Forst Dreilinden und die Parforceheide. Die Stammbahnstrecke Richtung Potsdam wurde 1945, nach Sprengung der Teltowkanalbrücke durch Wehrmachtsoldaten, von der Roten Armee stillgelegt. Die Gleise gingen als Reparation in die Sowjetunion.
Im Londoner Protokoll vom 12. September 1944 einigten sich die Siegermächte, das besiegte Deutsche Reich territorial zu verkleinern und den Rest in Besatzungszonen sowie Berlin in vier Sektoren aufzuteilen. Der größte Teil des Forstes blieb auf Berliner Gebiet, die Siedlung Dreilinden lag in der Sowjetischen Besatzungszone. Vorerst gab es aber keine wesentlichen Einschränkungen beim Grenzübergang. Kontrollposten interessierten sich für Schieber und Hamsterer. Die Berlin-Blockade begann am 24. Juni 1948 mit der Sperrung der Transitstrecken durch die Sowjets. Der Güterverkehr über Dreilinden musste eingestellt werden. Die Versorgung Berlins wurde über eine Luftbrücke sichergestellt. Lediglich der Personenverkehr ins Umland blieb vorerst gestattet. Am 12. Mai 1949 beendete die Sowjetunion die Berlin-Blockade.

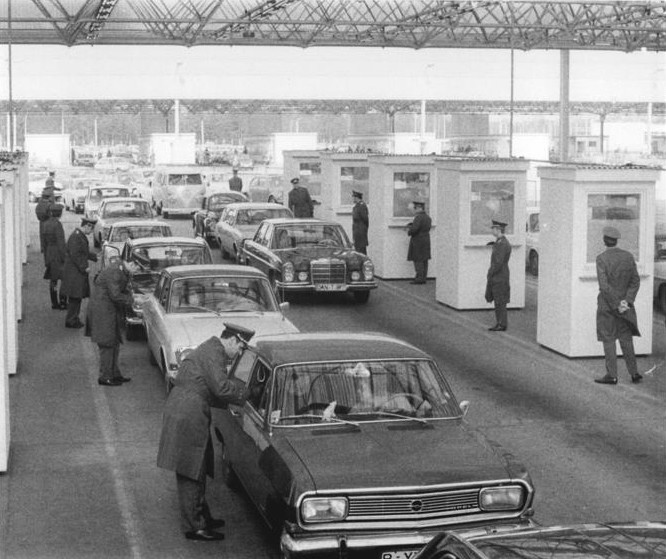
Grenzkontrolle Drewitz-Dreilinden, 1972

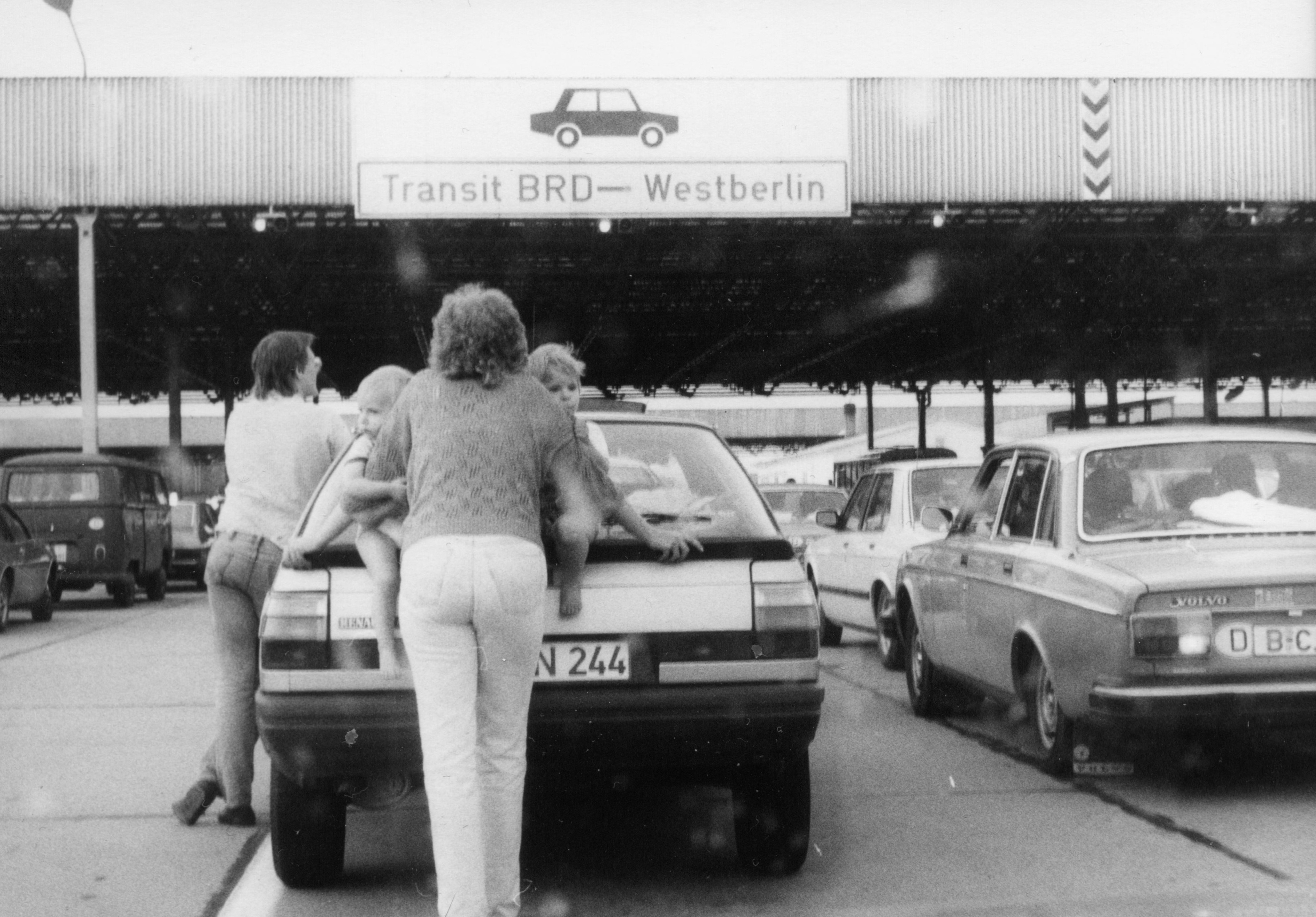
Grenzübergangsstelle Drewitz, 1986

Der Kontrollpassierpunkt (KPP) NOWAWES wurde nach Befehl Nr. 73/49 des Präsidenten Kurt Fischer der Deutschen Verwaltung des Innern (DVdI) der SBZ am 28. Juli 1949 eröffnet. Am 7. Oktober 1949 erfolgte die Gründung der DDR. Der KPP NOWAWES wurde am 23. Oktober 1950 in KPP Drewitz umbenannt. Er befand sich bis 1969 nördlich der Autobahn-Anschlussstelle Potsdam-Babelsberg, das Gelände wurde nach 1990 zu den Parkplatz-Anlagen Am Stern und Parforceheide umgestaltet. Die Kontrollen fanden im Freien und in Baracken statt. Der West-Berliner Kontrollpunkt Dreilinden lag in der Siedlung Albrechts Teerofen südlich des Teltowkanals. Am 13. August 1961 war der Beginn der Abriegelung West-Berlins durch die DDR. Die Grenzanlagen wurden deutlich ausgebaut. In Berlin begann der Bau der Mauer. Der Betrieb der S-Bahn auf der Strecke der Friedhofsbahn mit Halten in Wannsee, Dreilinden und Bahnhof Stahnsdorf wurde eingestellt, die Gleise später demontiert.
Bis Oktober 1969 wurde seitens der DDR eine neue Autobahntrasse angelegt, um die unkontrollierte Durchfahrung von DDR-Gebiet zwischen der Kontrollstelle Dreilinden und dem endgültigen Erreichen des Stadtgebietes von West-Berlin an der Königswegbrücke beenden zu können. Der DDR-Kontrollpunkt Drewitz wurde an den neugeschaffenen Autobahnabschnitt auf Gemeindegebiet Kleinmachnows verlegt, behielt allerdings seinen Namen. Der West-Berliner Kontrollpunkt Dreilinden, bisher an der Autobahnbrücke über den Teltowkanal bei Albrechts Teerofen gelegen, wurde an den Autobahnabschnitt unmittelbar nördlich des Grenzverlaufs an der Königswegbrücke verlegt. Die Amerikaner etablierten die Büroräume des Allied Checkpoint Bravo auf einer Brücke über den Schlagbäumen, direkt über der Autobahn. Bis 1970 passierten 5,9 Millionen Personen und rund 2,5 Millionen Kraftfahrzeuge Dreilinden. Zu Ferienbeginn wurden pro Tag 2000–2200 Pkw in Richtung Westen und rund 2400 Pkw nach West-Berlin abgefertigt. Dazu kamen noch um die 140 Lkw und 25 Omnibusse in jede Richtung.
Am 9. November 1989 erfolgte die Öffnung der innerdeutschen Grenze. Tausende Bürger der DDR passierten in ihren Fahrzeugen unkontrolliert Dreilinden. Am 10. November um 0:30 Uhr wurde auf der Grundlage eines telefonischen Befehls an den Zugführer in Drewitz (DDR), Major Meike, die Grenzübergangsstelle für alle DDR-Bürger geöffnet. Der Ansturm über Dreilinden erreichte Rekordausmaße. Im Juli 1990 wurde der West-Berliner Kontrollpunkt Dreilinden stillgelegt. Auf dem Gelände der ehemaligen Grenzübergangsstelle Drewitz wurde der Europarc Dreilinden mit Geschäftsgebäuden und Hotels aufgebaut, darunter die eBay-Zentrale Deutschland.
Nach der deutschen Wiedervereinigung wurden Flächen auf brandenburgischem Gebiet im Grenzstreifen, im Bereich der alten Autobahn bis zum Teltowkanal den Berliner Forsten übertragen und werden wieder von der Försterei Dreilinden bewirtschaftet.

## Sonstiges
Direkt hinter dem Autobahnkreuz Zehlendorf sind sowohl die Dreilinden-Grundschule als auch das Dreilinden-Gymnasium beheimatet. Eröffnet wurden beide 1939 noch als Oberschule und im Jahr 1978 offiziell in ihre heutige Form getrennt.